# خلية عضلية قلبية
خلية عضلية قلبية (بالإنجليزية: Cardiac muscle cell)‏ (بالإنجليزية: Cardiomyocyte)‏ هي الخلايا العضلية التي تُكونعضلة القلب. تحتوي كل خلية عضلية قلبية على لييفاتٍ عضلية، وهي عُضياتٌ متمايزة تتكون من سلسلةٍ طويلةٍ من الساركوميرات (الوحدة الانقباضية الأساسية للخلية العضلية).
تظهر الخلايا العضلية القلبية تخطيطاتٍ مشابهةٍ لتلك الموجودة على خلايا العضلات الهيكلية. على عكس الخلايا الهيكلية مُتعددة النوى، فإن غالبية الخلايا العضلية القلبية تحتوي على نواةٍ واحدةٍ فقط، ولكنها قد تحتوي أيضًا على ما يصل إلى أربعة أنوية. تمتلك الخلايا العضلية القلبية كثافةً ميتوكندريية عالية، والتي تسمح لها بإنتاج الأدينوسين ثلاثي الفوسفات (ATP) سريعًا، مما يجعلها عرضةٍ للتعب بشكلٍ كبير.

## البنية
يحتوي القلب على إحدى عشرة نوعًا من الخلايا: الخلايا العضلية القلبية وخلايا منظم ضربات القلب الطبيعي. تشكل الخلايا العضلية القلبية الأذينين (الحجرتان اللتان يدخل عبرهما الدم إلى القلب) والبطينين (الحجرتان اللتان يتجمع فيهما الدم ويُضخ من القلب). يجب أن تكون هذه الخلايا قادرة على تقصير أليافها وإطالتها، ويجب أن تكون الألياف مرنة بما يكفي لتتمدد. تعد هذه الوظائف ضرورية للحفاظ على سلامة القلب في أثناء النبض.
تحمل خلايا منظم ضربات القلب الطبيعي الإشارات المسؤولة عن ضربات القلب. تتوزع في جميع أنحاء القلب وهي مسؤولة عن العديد من الوظائف. أولًا، تملك هذه الخلايا القدرة على توليد نبضات كهربائية وإرسالها تلقائيًا. يجب أن تتلقى النبضات الكهربائية من الدماغ وتستجيب لها. أخيرًا، يجب أن تكون قادرة على نقل النبضات الكهربائية من خلية إلى أخرى.
ترتبط كل هذه الخلايا بجسور خلوية. هناك موصلات مسامية تُسمى أقراص مقحمة تشكل موصلات بين الخلايا، وهي تسمح للصوديوم والبوتاسيوم والكالسيوم بالانتشار بسهولة من خلية إلى أخرى. يسهل هذا عمليتي زوال استقطاب العضلة القلبية وعودته. بفضل هذه الموصلات والجسور، تعمل عضلة القلب بوصفها وحدةً واحدةً منسقة.
يبلغ طول الخلايا العضلية القلبية نحو 100 ميكرومتر، ويبلغ قطرها 10-25 ميكرومتر.

### النمو
يولد البشر بعدد محدد من الخلايا العضلية القلبية، التي يزداد حجمها مع نمو القلب في أثناء الطفولة. تشير الدلائل الحديثة إلى أن الخلايا العضلية القلبية تموت ببطء مع التقدم في العمر، لكن تُستبدل أقل من 50% من الخلايا العضلية القلبية التي نولد بها خلال فترة حياتنا الطبيعية. لا يحدث نمو الخلايا العضلية القلبية الفردية في أثناء نمو القلب الطبيعي فقط، بل يحدث ذلك أيضًا استجابةً لممارسة التمارين الرياضية المكثفة (متلازمة القلب الرياضي)، أو أمراض القلب، أو إصابة عضلة القلب، ويحدث أيضًا بعد احتشاء عضلة القلب. تكون عضلة القلب السليمة البالغة على شكل أسطوانة يبلغ طولها نحو 100 ميكرون، ويبلغ قطرها 10-25 ميكرون. يحدث تضخم عضلة القلب من خلال تكوين ساركوميرات (قُسيمات عضلية) جديدة في الخلية. خلال فرط الحمل الحجمي القلبي، تنمو الخلايا العضلية القلبية بتضخم لامتراكز؛ تمتد الخلايا العضلية القلبية بالطول لكن تحافظ على نفس القطر، ما يؤدي إلى تمدد البطين. خلال فرط الحمل الضغطي القلبي، تنمو الخلايا العضلية القلبية بتضخم متراكز؛ تنمو الخلايا العضلية القلبية وتزيد أقطارها لكن تحافظ على نفس الطول، ما يؤدي إلى سماكة جدار القلب.

## الأهمية السريرية

### احتشاء عضلة القلب
يحدث احتشاء عضلة القلب، المعروف باسم النوبة القلبية، عندما تصبح الشرايين التي تؤمن تروية الدم مسدودة. يمكن أن تؤدي عدة مشاكل إلى انسداد الشرايين التاجية، لكن السبب الأكثر شيوعًا هو الداء القلبي الإكليلي (مرض القلب التاجي)، إذ تصبح جدران هذه الأوعية الدموية مغطاة بلويحات التصلب العصيدي المؤلفة من خلايا الدم البيضاء والدهون وغيرها من البقايا الخلوية. يمكن أن تنفجر اللويحة فجأة، فتغلق الشريان التاجي بالبقايا الخلوية والدم المتخثر. مع توقف تدفق الدم، تموت خلايا عضلة القلب، ما يسبب موت أجزاء كاملة من أنسجة القلب. بمجرد أن تُفقد هذه الأنسجة، لا يمكن استبدالها، وبالتالي يكون الضرر دائمًا. ومع ذلك، تشير الأبحاث الحالية إلى أنه قد يكون من الممكن إصلاح أنسجة القلب التالفة باستخدام الخلايا الجذعية.

### اعتلال عضلة القلب
اعتلالات عضلة القلب هي مجموعة من الأمراض التي تتميز باضطرابات في نمو خلايا العضلة القلبية و/أو تنظيمها. يمكن أن تكون بلا أي أعراض أو قد يحدث توقف قلب مفاجئ. يمكن أن يعود اعتلال عضلة القلب إلى عوامل وراثية، أو صماوية، أو بيئية، أو غير ذلك.

### تحلل الألياف العضلية
يُشار إلى التلف الشديد في خلايا العضلية القلبية باسم تحلل الألياف العضلية. وصفه لأول مرة في الأدب الطبي شليزينغر وراينر في عام 1955، ويُعتبر نوعًا من أنواع النخر الخلوي. حُدّد نوعان من تحلل الألياف العضلية: الخثري والتميّعي.